# Пашур
Пашу́р (рос. Пашур) — присілок в Можгинському районі Удмуртії, Росія.
Урбаноніми:
- вулиці — Садова

## Населення
Населення — 5 осіб (2010; 13 в 2002).
Національний склад станом на 2002 рік:
- удмурти — 100 %